# Nymphon brevitarse
Nymphon brevitarse är en havsspindelart som beskrevs av Krøyer, H. 1838. Nymphon brevitarse ingår i släktet Nymphon och familjen Nymphonidae. Inga underarter finns listade i Catalogue of Life.